# Silezische oorlogen
De Silezische oorlogen waren drie oorlogen tussen Pruisen en de Habsburgse monarchie om het gebied Silezië, dat ten tijde van de oorlogen een rijk en industrieel vooruitstrevend gebied was.
- Eerste Silezische Oorlog (1740 - 1742)
- Tweede Silezische Oorlog (1744 - 1745)
- Derde Silezische Oorlog (1756 - 1763)

Deze oorlogen hebben een belangrijke verandering teweeggebracht: Pruisen telde voortaan mee bij de grootmachten in Europa en bepaalde mee de Europese politiek.